# Міхал Клеофас Огінський
Мі́хал Клео́фас Оґі́нський (пол. Ogiński Michał Kleofas; біл. Міхал Клеафас Агінскі; 25 вересня 1765, Гузув, Мазовецьке воєводство — 15 жовтня 1833, Флоренція) — польський композитор, державний діяч Речі Посполитої та Російської імперії, граф, племінник великого гетьмана литовського Михайла Казимира Огінського.

## Біографія
З 1789 р. — мечник литовський.
1790–1791 — надзвичайний королівський посол в Нідерландах.
1793–1795 — підскарбій великий литовський.
1794 — брав участь у повстанні Костюшка на чолі батальйону єгерів. Після поразки повстання емігрував до Константинополя, де став активним діячем еміграції, потім переїхав до Парижа. У Парижі контактував з Талейраном і французькою директорією з метою відновлення незалежності Речі Посполитої.

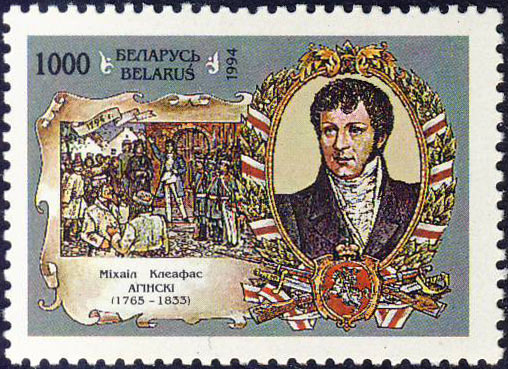
Поштова марка Білорусі, 1994 рік

Після послаблення надій на відновлення незалежності і оголошення амністії в 1802 році повернувся на терени Російської імперії й оселився в селі Залісся (на території сучасного Сморгонського району Білорусі). У 1807 році зустрічався з Наполеоном в Італії.
1810 року переїхав до Петербурга і став сенатором Російської імперії, активно займався політикою.
Впродовж 1810–1812 років був у близьких відносинах з російським імператором Олександром I, запропонував йому план створення автономного Великого герцогства Литовського у складі Російської імперії. План був відкинутий.
1817 року переїхав у Вільно.
1823 року проблеми зі здоров'ям змусили його переїхати до Італії, де прожив останні 10 років життя.
Був похований у Флоренції, в церкві Санта Кроче.

## Творчість
Написані ним марші та бойові пісні були поширені серед повстанців 1794 року. Автор популярних полонезів, зокрема, полонеза «Прощання з батьківщиною»ⓘ (пол. Pożegnanie Ojczyzny, біл. Развітанне з Радзімай, відомий також як «Полонез Огінського»), фортепіанних п'єс, романсів, опери «Зеліда і Валькур, або Бонапарт в Каїрі» тощо.
Також Огінському початково приписували авторство мелодії «Мазурки Домбровського» (Jeszcze Polska nie zginęła), яка згодом стала гімном Польщі (автором слів був Юзеф Вибіцький). Проте архівні записи спростовують це, і на сьогодні мелодія вважається народною.